# Julia Wong (Filmeditorin)
Julia Wong (* 20. Jahrhundert) ist eine US-amerikanische Filmeditorin.

## Leben
Julia Wong ist die Tochter chinesischer Einwanderer und wuchs in Philadelphia, Pennsylvania auf. Während ihres Filmstudiums an der Temple University entschied sie sich für den Schwerpunkt auf Filmschnitt. Zum Ende ihres Studiums wurde sie mit dem „Eddie“ der American Cinema Editors für die beste studentische Arbeit 1995 geehrt. Sie zog nach Los Angeles und wurde zunächst als Schnitt-Assistentin, später als eigenständige Editorin tätig.
Für den Schnitt bei X-Men: Der letzte Widerstand wurde sie 2006 mit einem Satellite Award geehrt.

## Filmografie (Auswahl)
- 2004: The Seat Filler
- 2005: Santa’s Slay – Blutige Weihnachten (Santa’s Slay)
- 2006: X-Men: Der letzte Widerstand (X-Men: The Last Stand)
- 2006: End Game
- 2007: Der Glücksbringer (Good Luck Chuck)
- 2009: Der rosarote Panther 2 (The Pink Panther 2)
- 2009: Ausgequetscht (Extract)
- 2011: Red Riding Hood – Unter dem Wolfsmond (Red Riding Hood)
- 2013: Plush
- 2014: Hercules
- 2016: Das Belko Experiment (The Belko Experiment)
- 2017: Zu guter Letzt (The Last Word)
- 2019: Child’s Play
- 2020: Gretel & Hänsel (Gretel & Hansel)
- 2020: Unpregnant
- 2020: Valley Girl
- 2022: Chase
- 2022: Hocus Pocus 2